# بريكستون (محطة مترو أنفاق لندن)
بريكستون (بالإنجليزية: Brixton)‏ هي إحدى محطات مترو أنفاق لندن. تقع على خط فيكتوريا أفتتحت في المنطقة (Zone) رقم 2 أفتتحت في 23 يوليو 1971.

## معرض صور

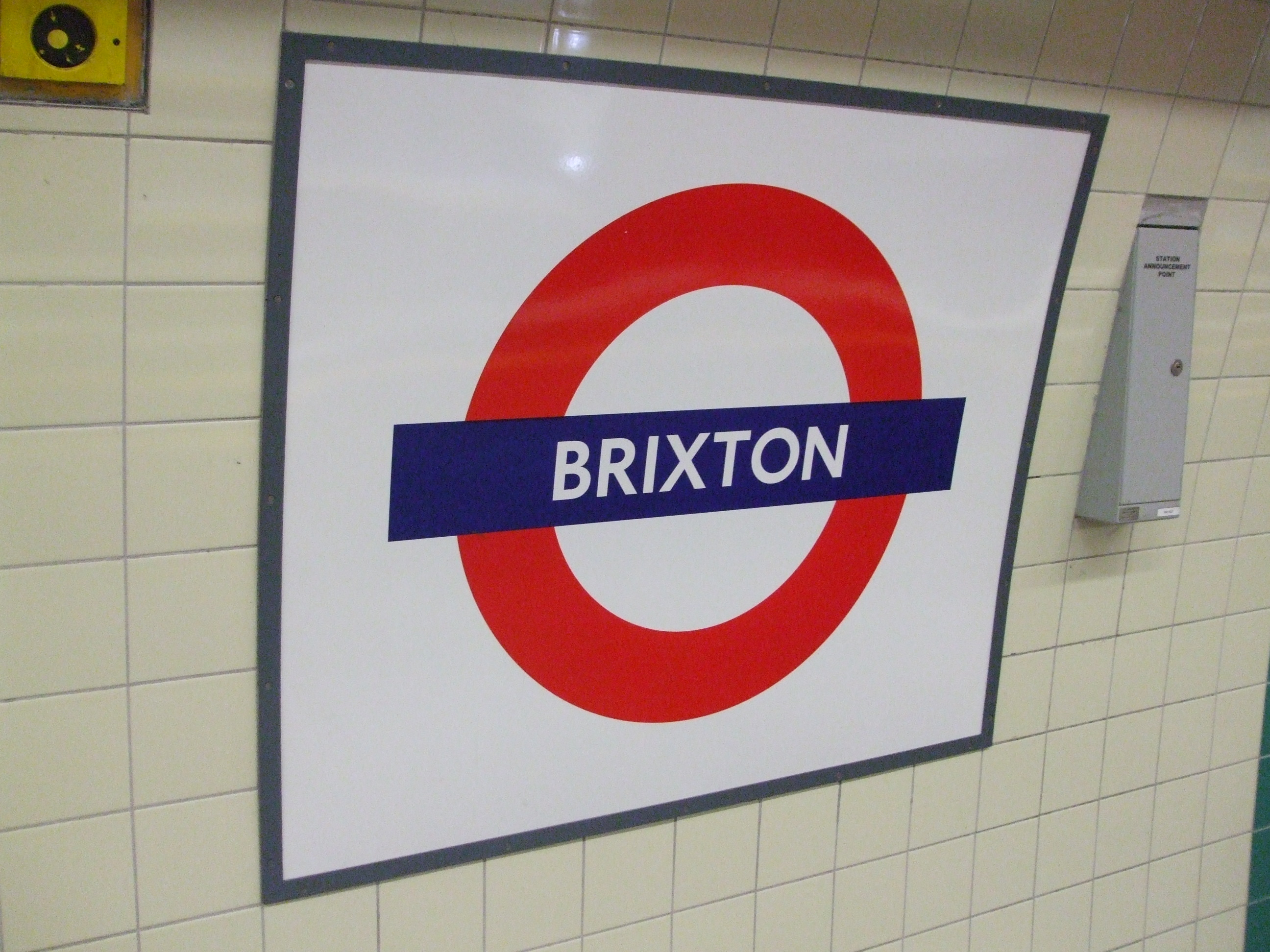
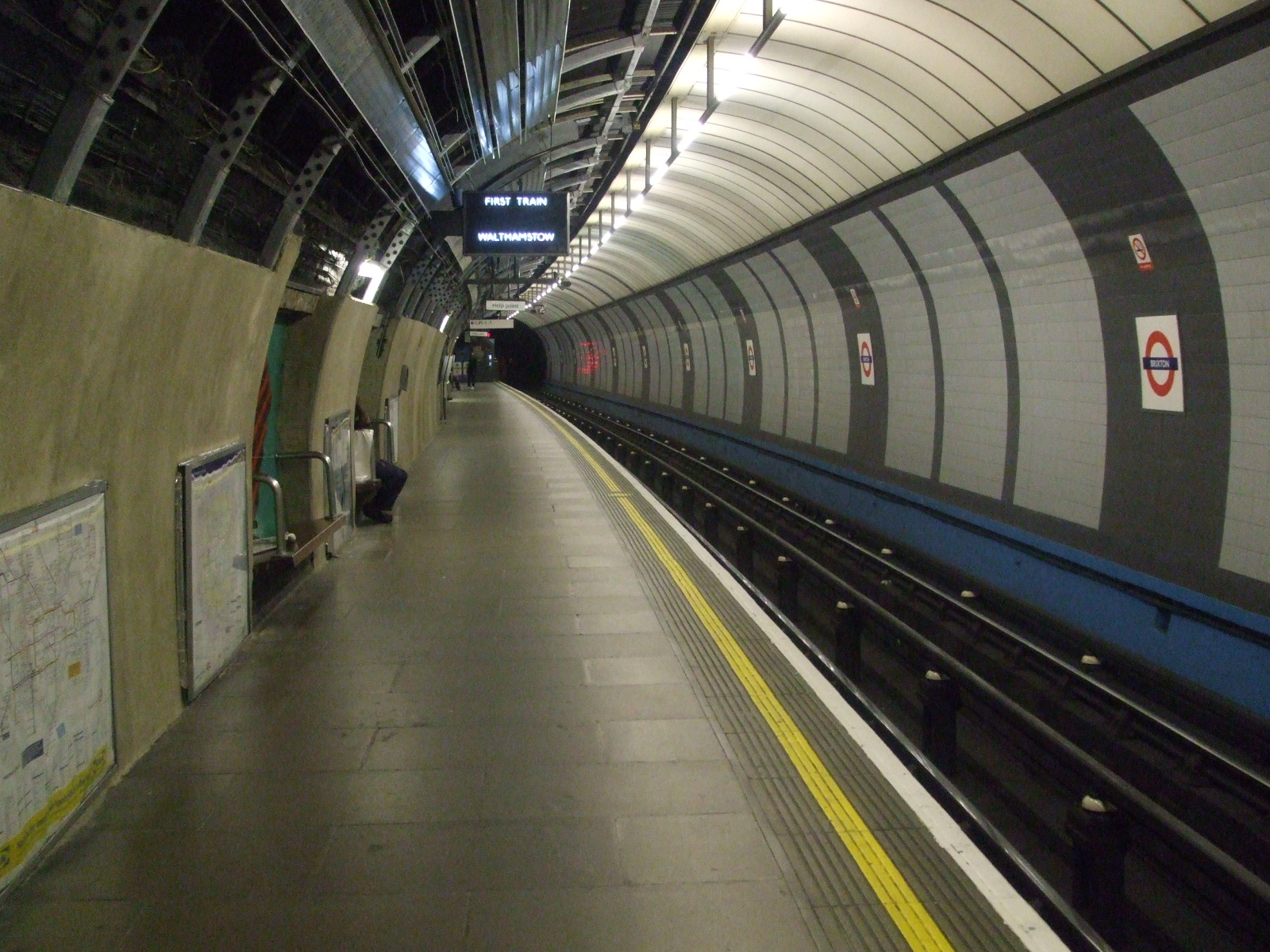
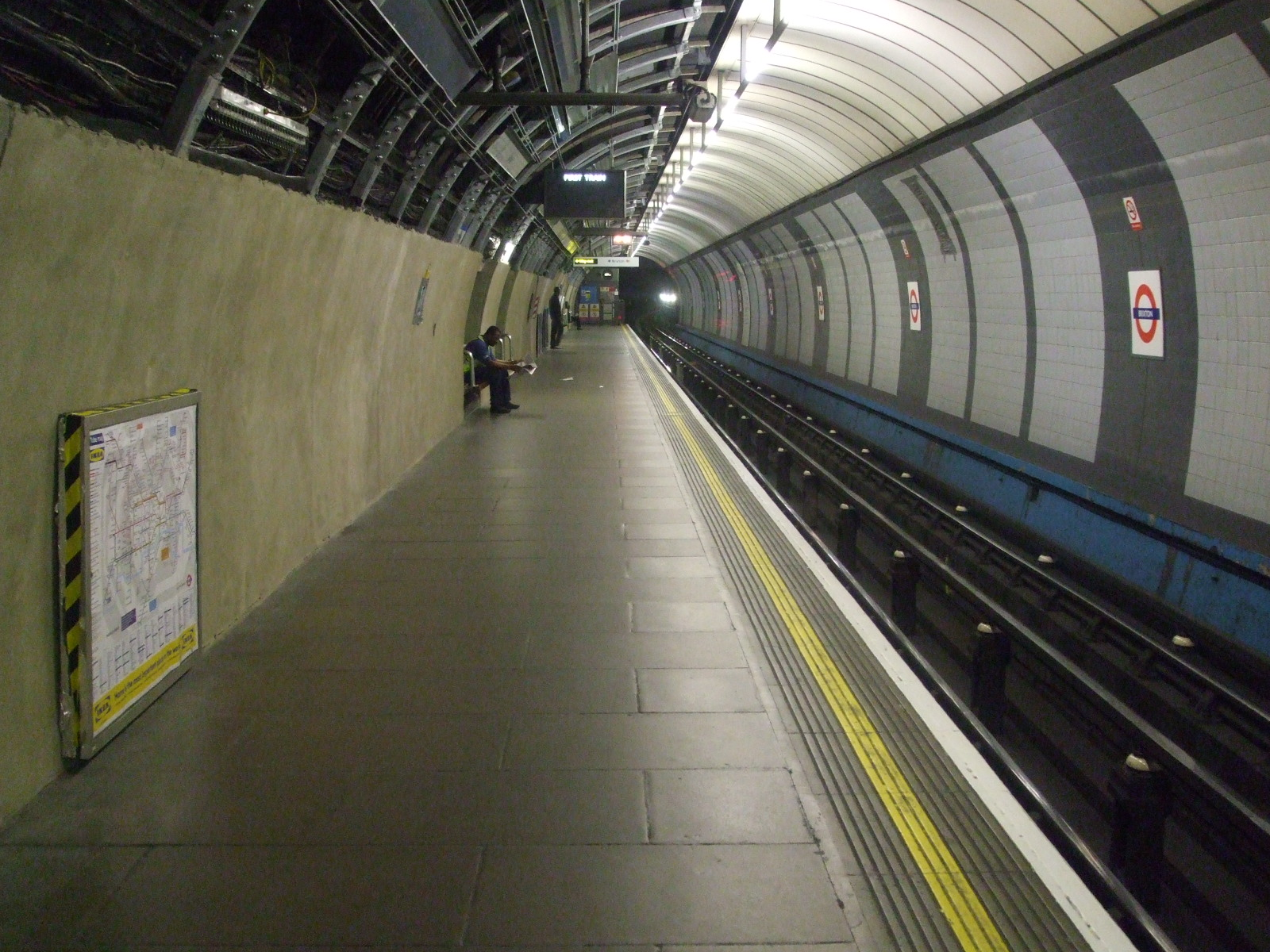